# Церкви Дюссельдорфа
Всего в Дюссельдорфе действует 154 церкви, официально зарегистрированных как христианские, и относящихся к различным конфессиям и группам.

## Православныецеркви

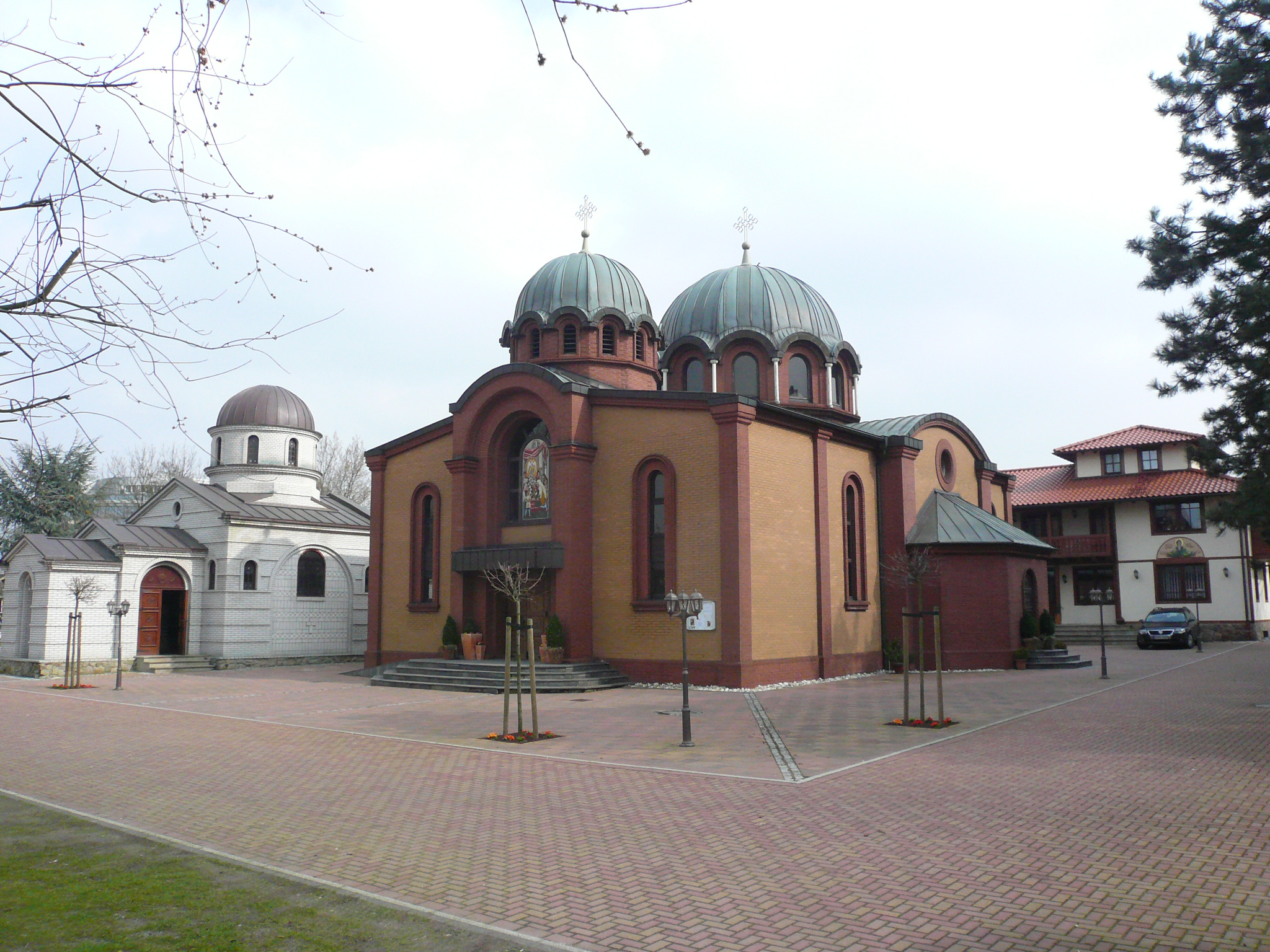
Сербская церковь св. Саввы (в центре) и капелла св. мученика Георгия Кратовского (слева)

- Покрова Пресвятой Богородицы Русская православная церковь Московского патриархата, Ставропигиальный приход (Ellerstr. 213).
- Церковь святого Саввы. Сербская православная церковь (Wanheimerstr. 54).
- Святого апостола Андрея. Элладская православная церковь (Am Schönenkamp 1).
- Святого Николая. Румынская православная церковь (Grafenberger Alee 113).
- Святой Марии. Коптская церковь (Pöhlenweg 52).
- Царя-Христа. Украинская автокефальная православная церковь (Maasstraße 25).
- Святых Архангелов. Константинопольский патриархат (Prenzlauer Straße 4,).
- Святого Антимоса Иверийского. Грузинский патриархат (Fährstr. 95).
- Святого Николая Чудотворца, Архиепископия православных приходов русской традиции (Emilie-Schneider-Platz 1,)

Церковь находится в здании капеллы Святого Креста, известной также как капелла Иоганна Вильгельма (Jan-Wellem-Kapelle), построенной в 1658—1660 годах. Находящаяся на возвышении между Бильком и Хаммом, капелла символизирует Голгофу. С 1804 по 1904 годы капелла использовалась как кладбищенская церковь, после чего её использование было прекращено. Неиспользуемая капелла постепенно разрушалась, пока не была восстановлена в 1938 году обществом Düsseldorfer Jonges e.V.. Во время второй мировой войны капелла была серьёзно повреждена и была ещё раз восстановлена после её окончания.

## Католическиецеркви

### Римско-католическиецеркви

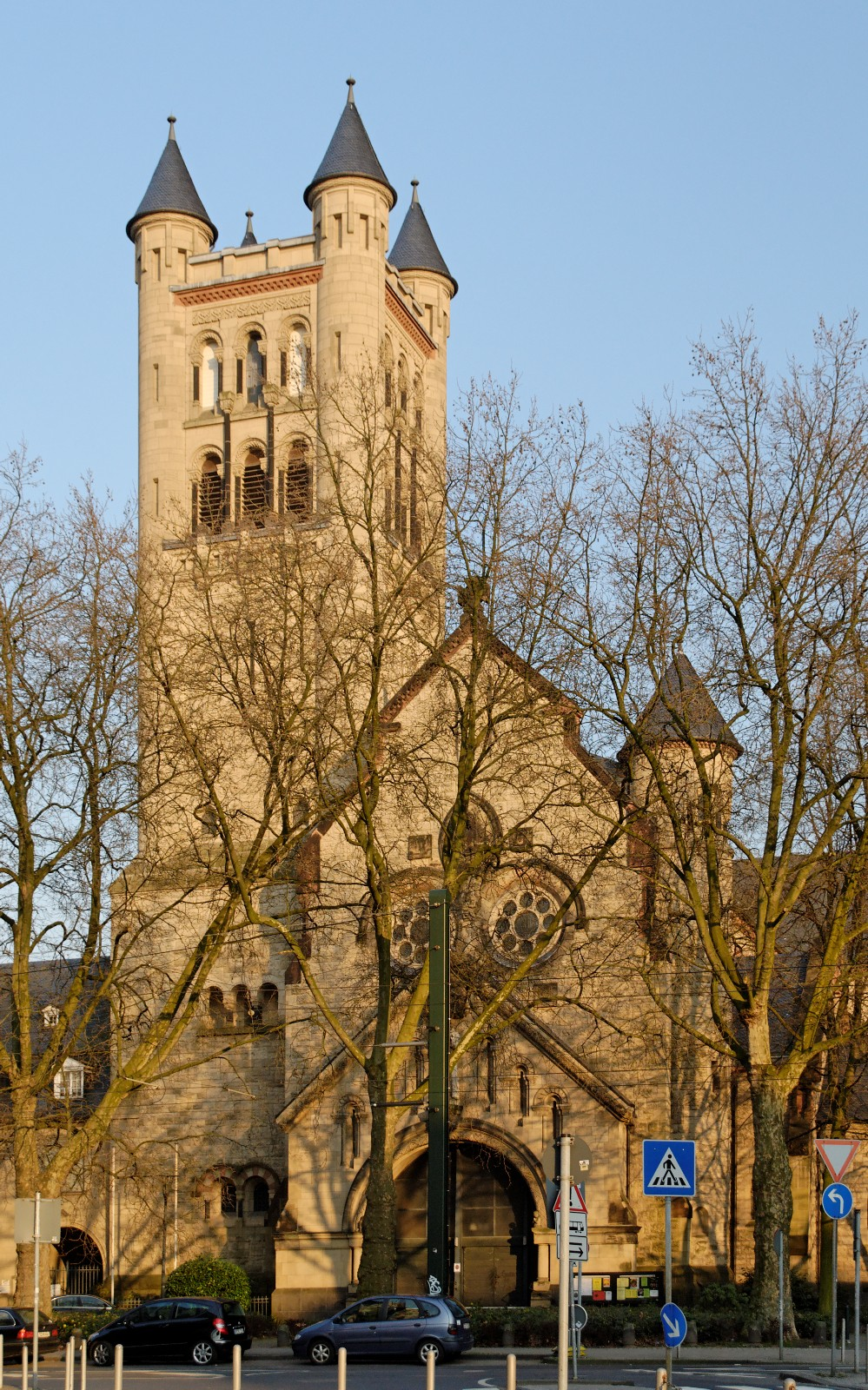
Церковь св. Антония на Фюрстенплац

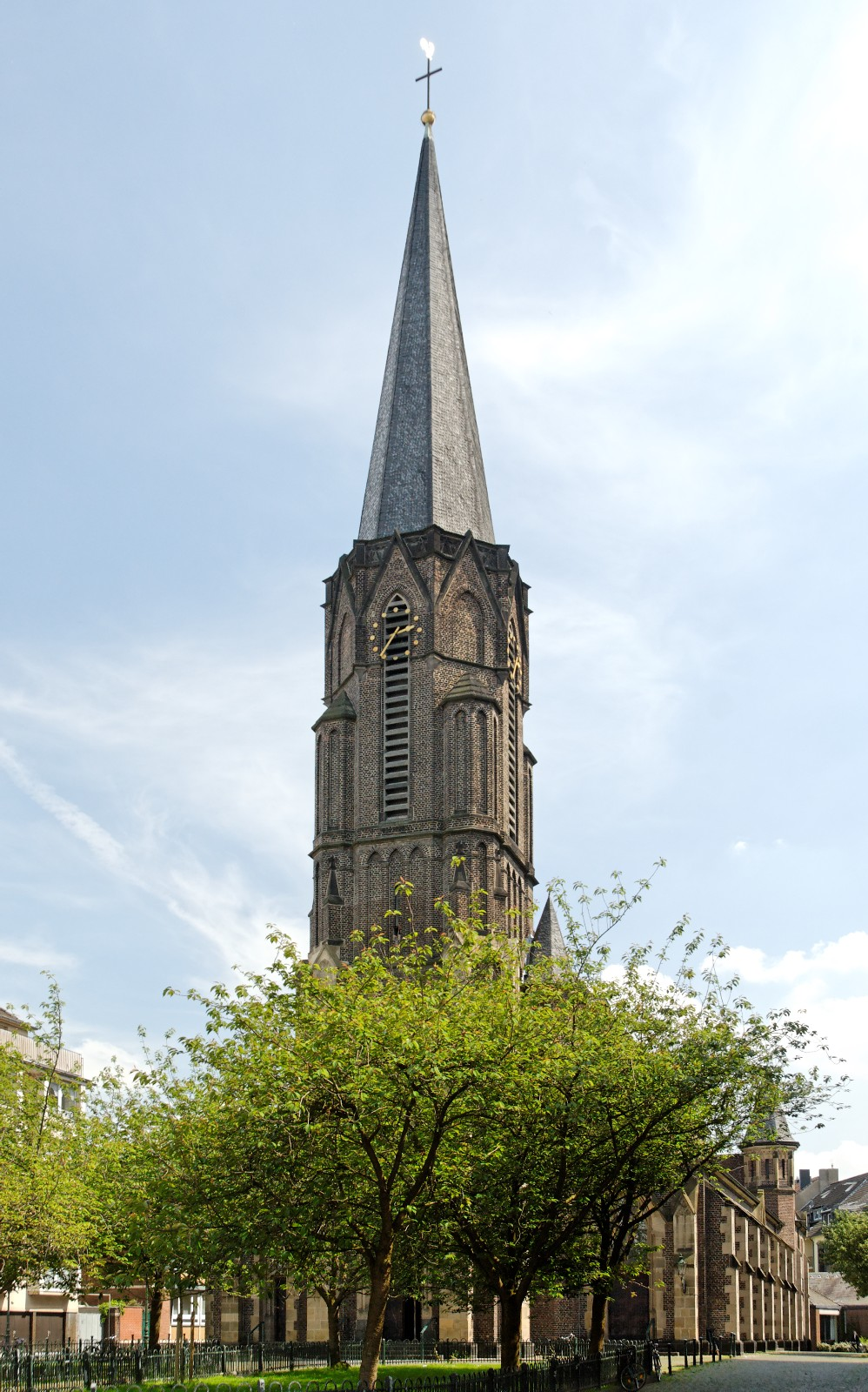
Церковь св. Иосифа на Иосифплац 1

- Святого Августина (In der Elb 2a)
- Святой Агнес (Graf-Engelbert-Straße 18 Архивная копия от 10 января 2010 на Wayback Machine)
- Святого Адольфа (Fischerstr. 77 (недоступная ссылка))
- Святого Альберта Магна (Kaiserswerther Str. 211)
- Святого Андрея (Andreasstr. 27)
- Святой Анны (Kanalstr. 2)
- Святого Антония (Fürstenplatz)
- Святого Антония (Friesenstr. 81)
- Святого Антония (Am Schönenkamp, 147)
- Святого Аполлинария
- Святого Бенедикта
- Богородицы
- Святого Бруно
- Святого Василия
- Святого Виктора
- Вознесения святой Марии (Wittenbruchplatz 24)
- Вознесения святой Марии (Nagelsweg 2a)
- Святого Вонифатия
- Святой Гертруды
- Святого Дионисия

- Святого Духа
- Святой Екатерины
- Святой Елизаветы (Vinzenzplatz 1)
- Святой Елизаветы (Kappeler Str. 184 (недоступная ссылка))
- Зачатия святой Марии (церковь Марии, Oststraße, 42
- Святого Иосифа (Rather Kirchplatz 12)
- Святого Иосифа (Josefplatz 1)
- Святого Иосифа (Am Langen Weiher 21 (недоступная ссылка))
- Святого Иосифа (часовня)
- Святого Конрада
- Святого Креста
- Святого Креста Господня
- Святого Ламберта (Stiftsplatz 7)
- Святого Ламберта (Oberdorfstr. 31)
- Святого Лаврентия
- Луки
- Святого Лутгера
- Святого Максимилиана (церковь Макса)

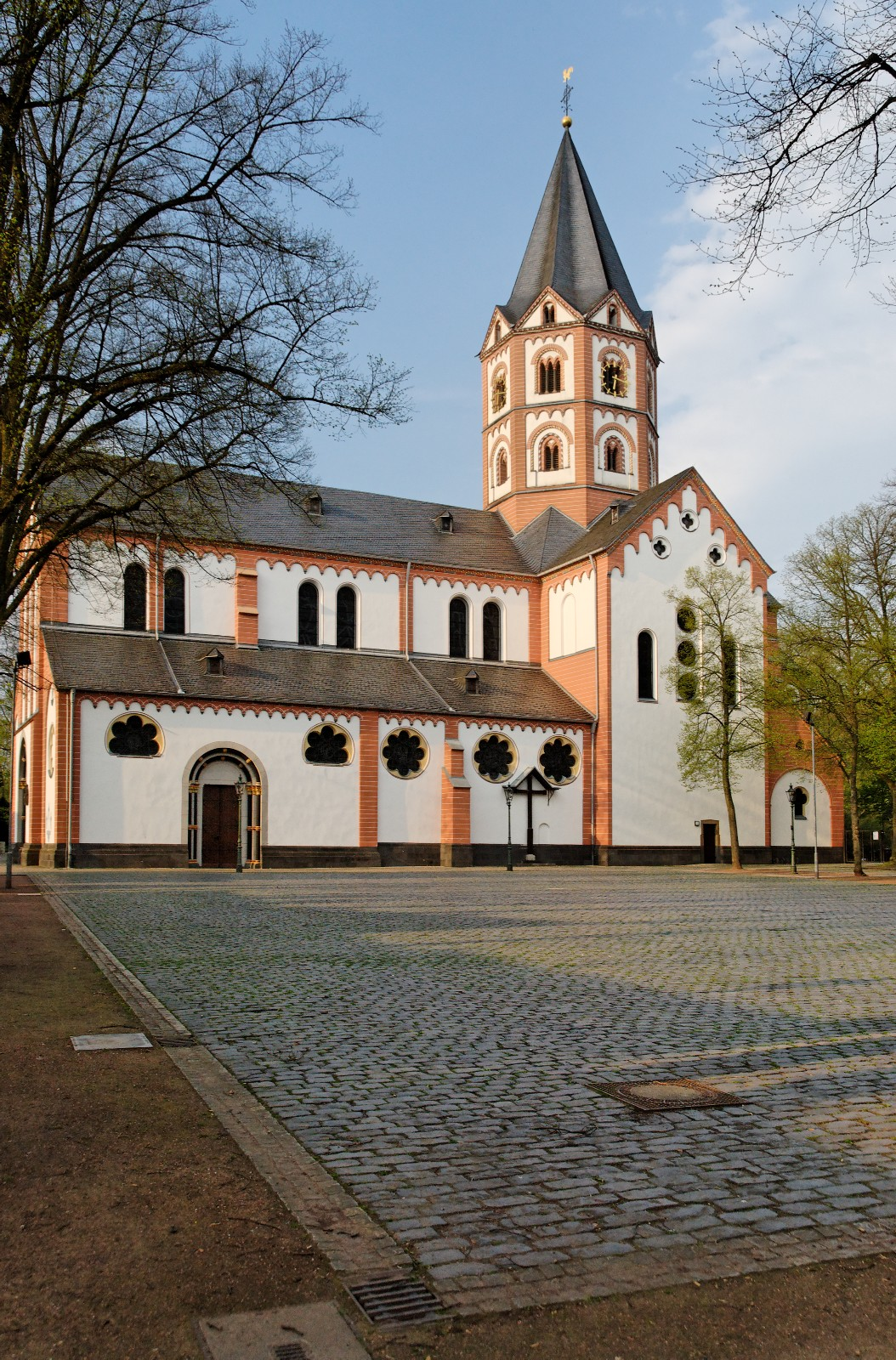
Церковь св. Маргареты в Герресхайме

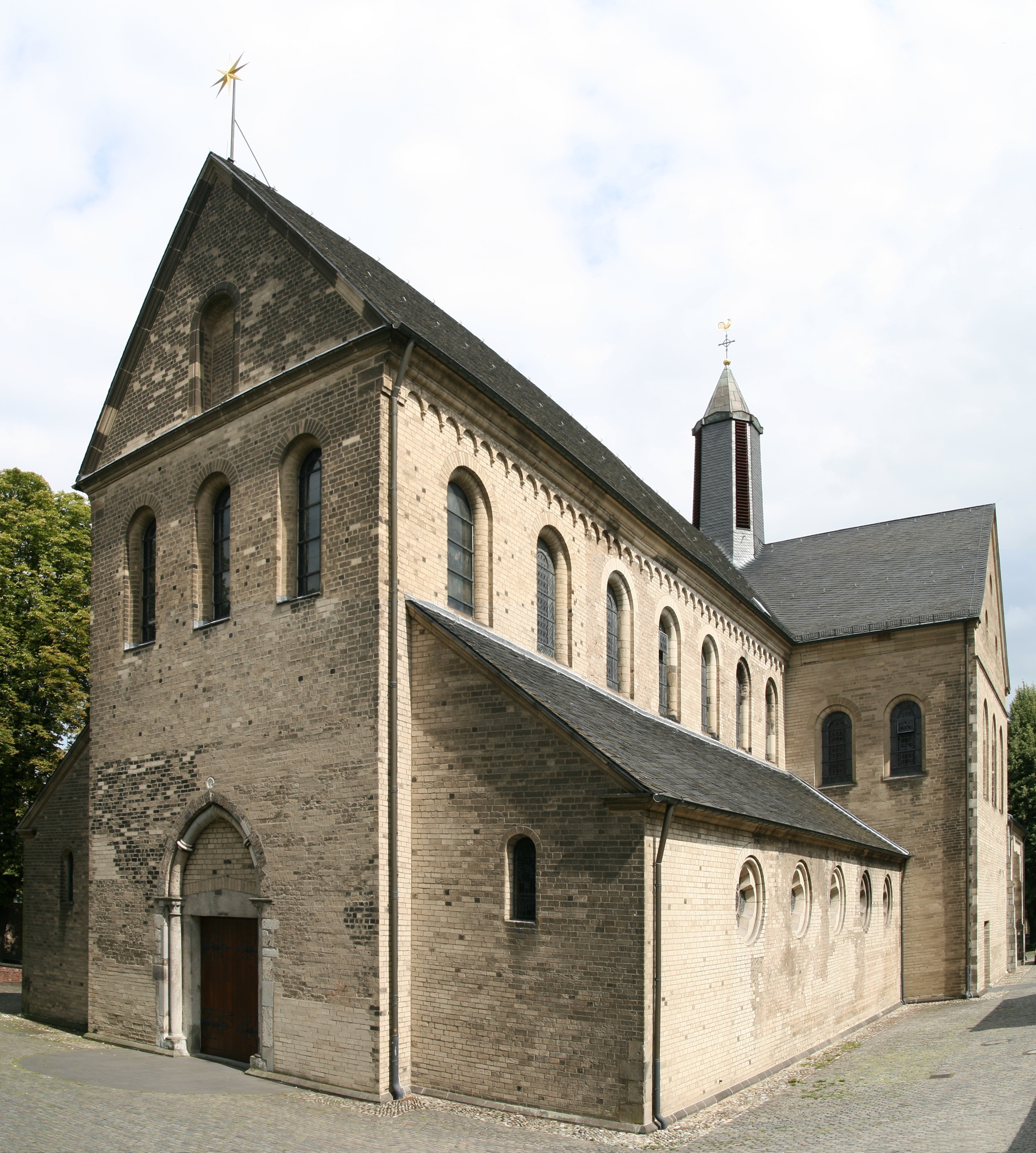
Церковь св. Свитберта в Кайзерверте

- Святой Маргареты
- Святой Марии в Бендене
- Марии в венце из роз
- Марии, помощницы христиан
- Марии у Креста
- Святой Марии Фриденской
- Святой Марии Царицы
- Святого Мартина (церковь Билька)
- Старая святого Мартина
- Святого Матфея
- Святого Михаила
- Святого Николая
- Святого Норберта
- Павла
- Святого Петра
- Святого Петра Каниса
- Святого Пия Х.
- Святого Рейнольда
- Святого Ремигия

- Святого Роха
- Святого Свитберта (Witzelstraße 7)
- Святого Свитберта (Stiftsplatz 3 Архивная копия от 30 октября 2013 на Wayback Machine)
- Святого Семейства
- Святой Терезы
- Святой Урсулы
- Сердца Христова (Roßstraße 75 (недоступная ссылка))
- Сердца Христова (Urdenbacher Allee 113)
- Сердца Христова (часовня монастыря кларисс)
- Святого Таинства (церковь бункера) (Pastor-Klinkhammer-Platz 1)
- Святой Троицы
- Святого Франца Салеского
- Страдающей Матери (Mater Dolorosa)

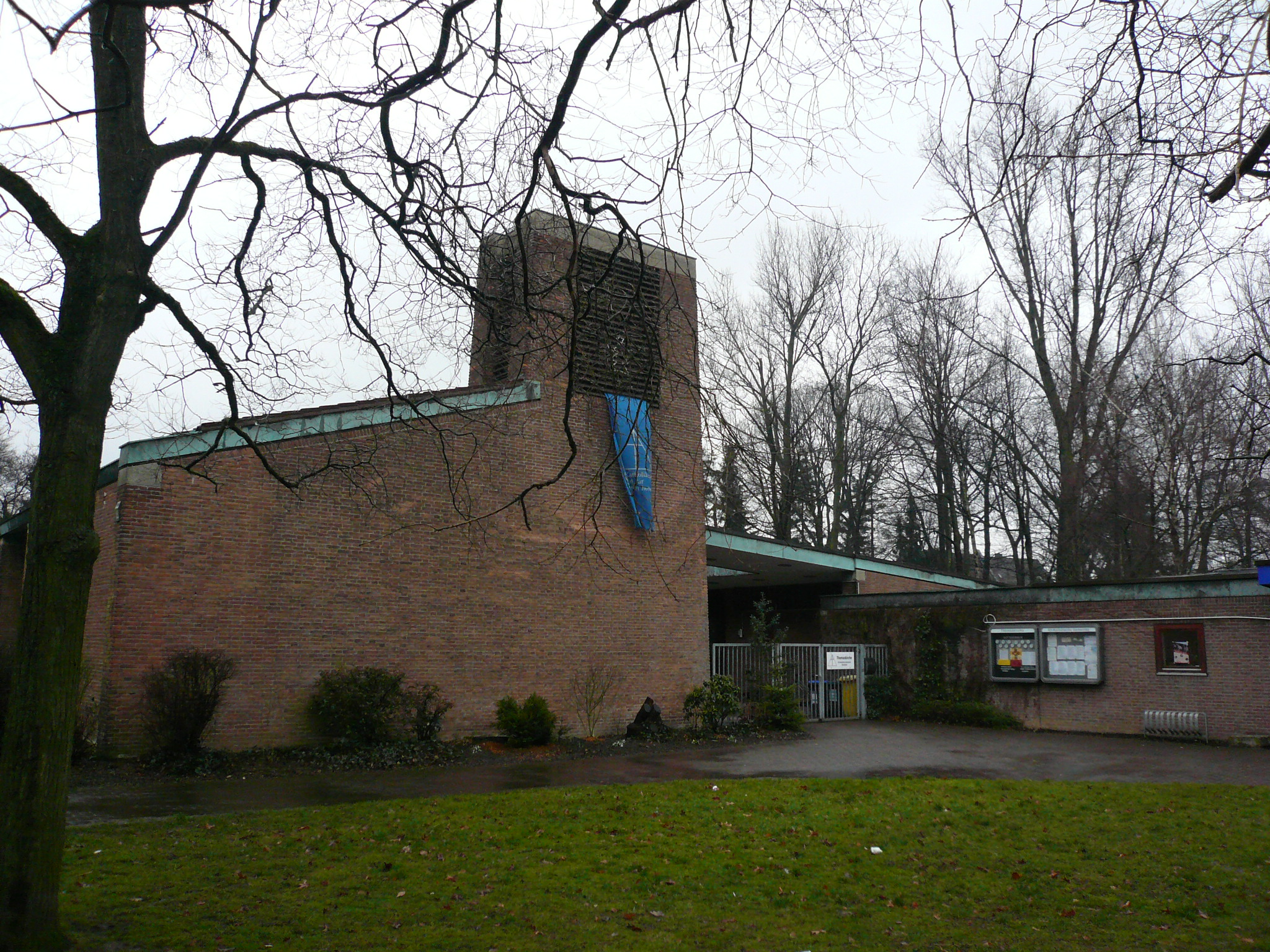
Старокатолическая церковь Фомы на Штойбенштрассе

- Франциска Ксаверия
- Францисканеров
- Святого Хедвига

- Святого Хуберта
- Святой Цецилии (Hauptstrasse 12)
- Святой Цецилии (Dorfstraße 5)
- Штоффелера (часовня)

### Старокатолическаяцерковь
- Фомы (Steubenstraße 13)

## Евангелические (протестантские)церкви

### Евангелические земельные церкви

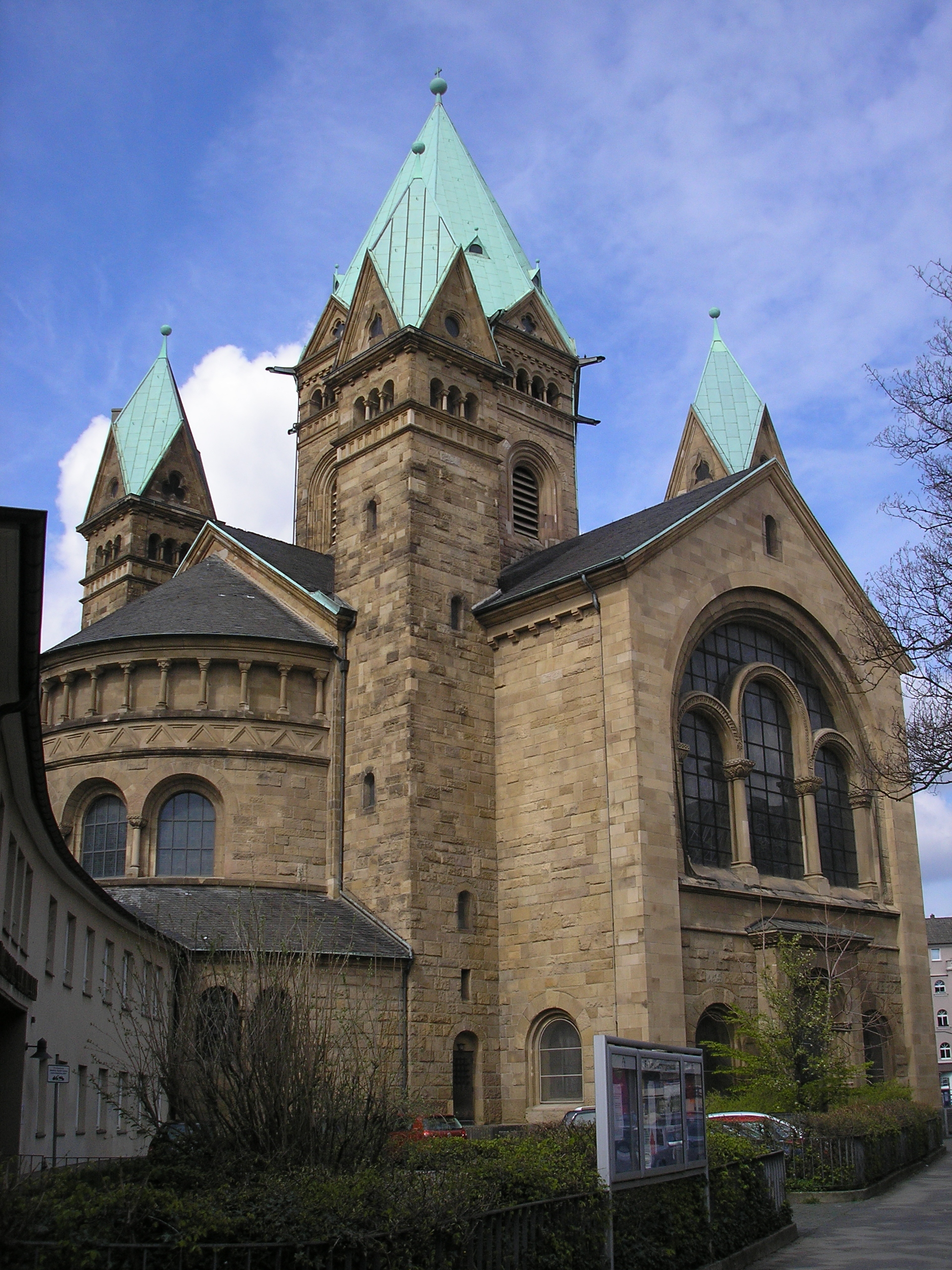
Церковь Креста на Мюнстерштрассе

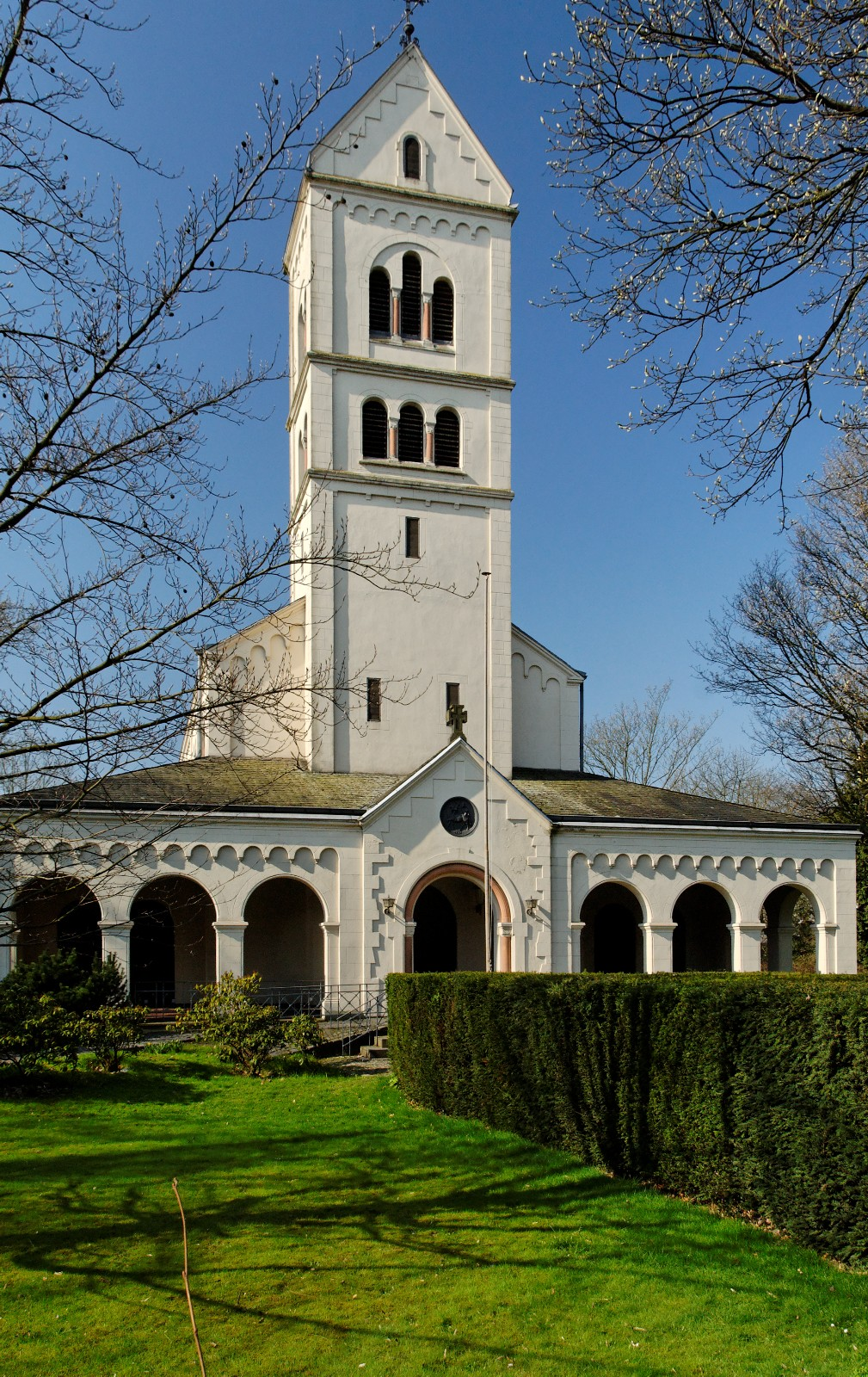
Замковая церковь

- Апостольская (Metzkauser Straße 6)
- Горняя (Bergerstraße 18b)
- Благодарения Weststraße 26
- Братства

- Густава-Адольфа
- Дома Матери
- Евангельская
- Епифании
- Замковая
- Иакова
- Иоанна
- Ионы
- Книтткуля
- Креста
- Луки
- Лютера
- Марка
- Матфея
- Матфия
- Меланхтон
- Милости

- Мира
- Надежды
- Неандер
- Павла
- Павла-Герхардта
- Петра
- Поклонения
- Примирения
- Провозглашения
- Святого Духа
- Сиона
- Стефана
- Терстеген
- Урденбах
- Фёдора-Флиднера
- Филиппа
- Фомы
- Христа
- Чистого ручья
- Эммануила

### Евангелические свободные церкви

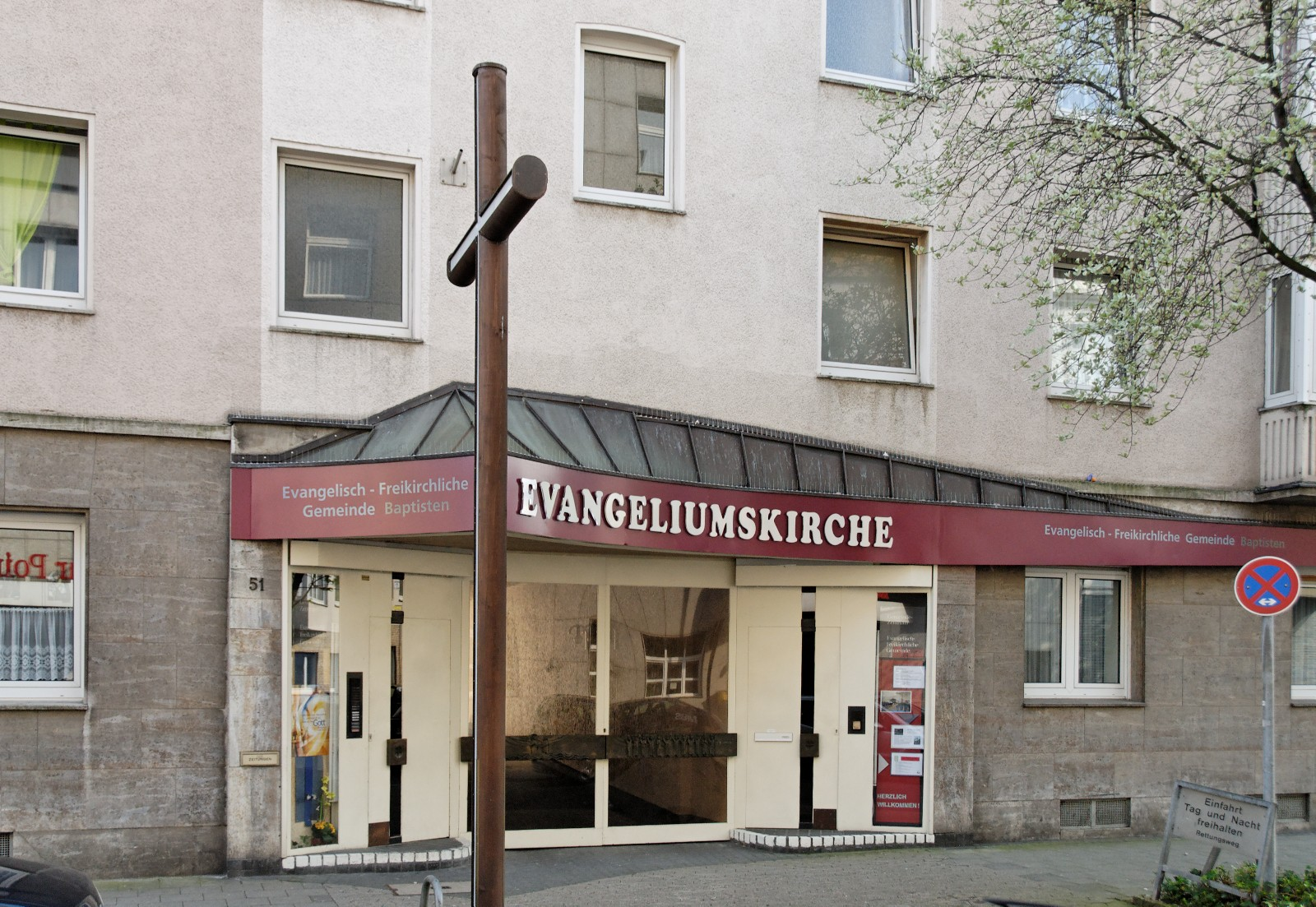
Евангелическая свободная церковная община (баптисты) на Luisenstr. 51

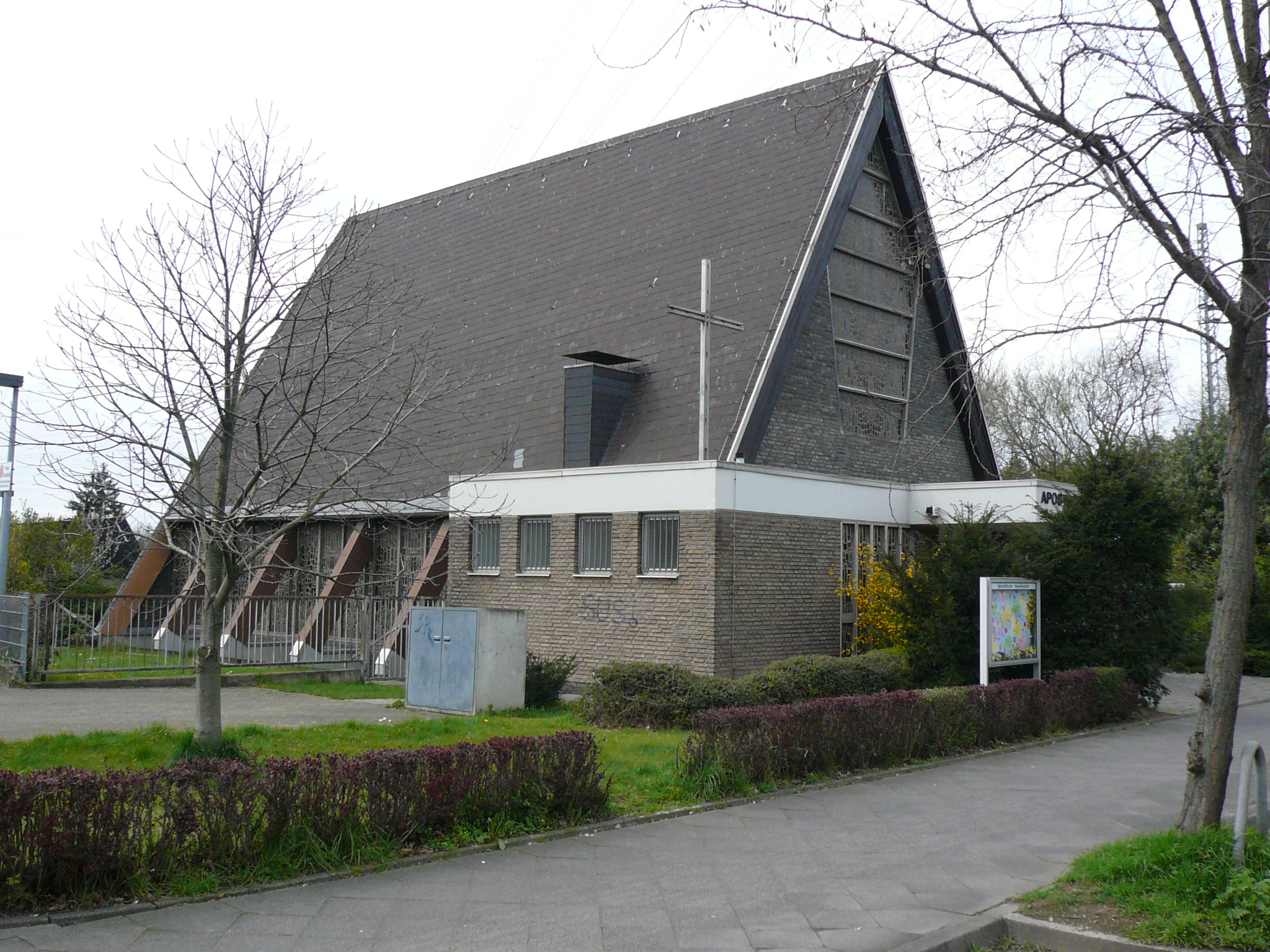
Апостольская община на Klein Eller 61

- Армия спасения (Roßstr. 38)
- Братская община (Ackerstraße 79)
- Весли
- Святого Винценца
- Дитриха-Бонхоффера
- Дом Иисуса (община Вознесения)
- Евангелическая свободная церковная община (баптисты) (Christophstraße 2)
- Евангелическая свободная церковная община (баптисты) (Luisenstr. 51)
- Корейская христианская община (Full Gospel Church)
- Свободная евангелическая община
- Спасителя
- Христианский Центр Дюссельдорфа
- Библейская церковь Благодать (Ackerstraße 79)

## Другие свободные церкви
- Адвентистов Седьмого Дня (Дом Адвентистов, угол Prinz-Georg-Straße/Stockkampstraße)
- Англиканская церковь (Rotterdamer Straße 135)
- Апостольская община (Klein Eller 61 (недоступная ссылка))
- Апостольская община (Heyestraße 35 (недоступная ссылка))
- Апостольская община (Cantadorstraße 11 (недоступная ссылка))
- Католико-апостольская община

## Новоапостольскиецеркви

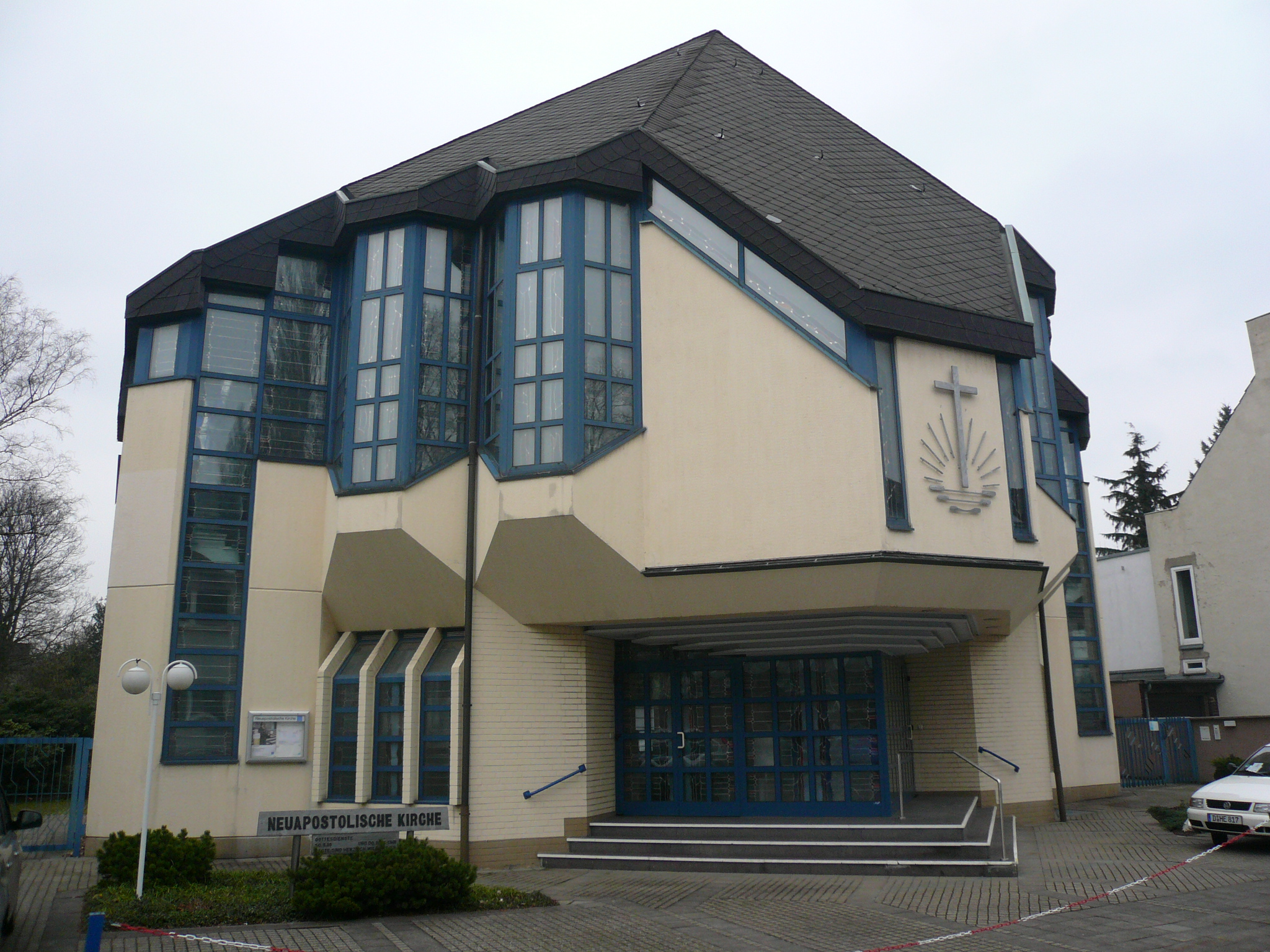
Новоапостольская церковь в Дерендорфе

- Бенрата (Sodenstraße 12)
- Дерендорфа (Möhlaustraße 2-4)
- Эллера (Nassauer Weg 7)
- Герресхайма (Ottostraße 3)
- Флингерна (Krahestraße 35)

## Другие церкви
- Христианская общность (Tersteegenstraße 58)
- Христианская наука (Blücherstr.7 (недоступная ссылка))
- Церковь Иисуса Христа святых последних дней
- Свидетели Иеговы